# Amanda Jones (bibliotecaria)
Amanda Jones (Estados Unidos, siglo XX) es una bibliotecaria y activista estadounidense contra la censura de libros. Jones ha estado muy involucrada en movimientos contra la prohibición de libros en el estado de Luisiana y en todo Estados Unidos. En 2023, recibió el Premio a la Libertad Intelectual de la Asociación Estadounidense de Bibliotecarios Escolares y el Premio Paul Howard al Coraje de la Asociación de Bibliotecas de Estados Unidos, que honra a «una persona que ha demostrado un coraje inusual en beneficio de los programas o servicios bibliotecarios». En 2022, Jones recibió cobertura noticiosa nacional después de presentar una demanda por difamación y acoso contra un grupo político conservador, Citizens for a New Louisiana, su líder Michael Lunsford, así como Ryan Thames, quien opera la página de Facebook «Bayou State of Mind».

## Biografía
Amanda Jones trabajó como educadora en Luisiana durante más de veinte años. Jones se había opuesto durante mucho tiempo a la censura de libros, argumentando que las impugnaciones de libros se han dirigido desproporcionadamente a libros con temas, personajes o autores LGBTQ o BIPOC.
En julio de 2022, Jones habló públicamente contra la censura de libros en una reunión de la Junta de la Biblioteca Pública de Livingston Parish. Después de la reunión, varias organizaciones conservadoras publicaron sobre Jones en sus sitios web y páginas de redes sociales. La página de Facebook Bayou State of Mind publicó una imagen de Jones que decía que ella estaba «abogando por enseñar sexo anal a niños de 11 años». Citizens for a New Louisiana publicó una imagen de Jones con un círculo rojo con un borde blanco, que se asemejaba a un blanco, con un texto que decía «¿Por qué está luchando tan duro para mantener materiales sexualmente eróticos y pornográficos en la sección para niños?». Después de esto, Jones comenzó a recibir comunicaciones de acoso, tuvo información personal publicada en Internet e incluso recibió amenazas de muerte. Al describir el caso, The New York Times se refirió a Ciudadanos por una Nueva Luisiana como un grupo 501(c)4 de dinero oscuro que puede impulsar causas políticas sin revelar a sus donantes.
En respuesta al acoso, Jones presentó una demanda por difamación, donde solicitó daños punitivos, así como una orden de restricción temporal. En septiembre de 2022, un juez desestimó el caso de Jones alegando que era una «figura pública limitada» y que las publicaciones en su contra eran opiniones y, por lo tanto, no difamatorias.
A pesar de perder la demanda, Jones obtuvo apoyo y reconocimiento como una de las primeras bibliotecarias en buscar recursos legales contra los defensores de la prohibición de libros. Tras la publicidad del caso, Jones se convirtió en portavoz del movimiento anticensura, hablando en todo Estados Unidos sobre la censura de libros y la libertad intelectual, además de publicar un libro sobre el tema.
En 2022, Jones ayudó a crear Louisiana Citizens Against Censorship, una organización de la que es directora ejecutiva, así como Livingston Parish Library Alliance. Jones ha presionado contra la legislación de censura en Luisiana, específicamente el Proyecto de Ley 7 del Senado de Luisiana en 2023, para limitar el acceso a menores de material con «conducta sexual», y los Proyectos de Ley 414 y 545 de la Cámara de Representantes en 2024, que aplicarían la ley estatal de obscenidad a las bibliotecas. El primero se convirtió en ley en junio de 2023.

## Premios y reconocimientos
En 2021, Jones fue reconocida por School Library Journal como bibliotecaria escolar del año y entró en la lista Movers and Shakers de Library Journal.
En 2023, Jones recibió numerosos premios a la libertad intelectual, incluido el Premio a la Libertad Intelectual de la Asociación Estadounidense de Bibliotecarios Escolares, y el Premio a la Libertad Intelectual Alex Allain de la Asociación de Bibliotecas de Luisiana. Durante la Ceremonia del Premio Nacional del Libro de 2023, Oprah Winfrey elogió a Jones por su trabajo y afirmó que «Amanda Jones comenzó a recibir amenazas de muerte, todo por defender nuestro derecho a leer ... pero no ha dejado de luchar contra la prohibición de libros ni ha dejado de abogar por el acceso a historias diversas».

## Obras publicadas
- Jones, Amanda. That Librarian: The Fight Against Book Banning in America, Bloomsbury Publishing. El libro se publicará en agosto de 2024. ISBN 9781639733545 [20] [21]
- Jones, Amanda. " 2021 School Librarian of the Year Amanda Jones Creates Lesson About Navigating Social Media " en School Library Journal, 2 de enero de 2024.
- Jones, Amanda. " You're Gonna Hear Me Roar: Speaking out against Censorship Efforts in My Community ". Knowledge Quest 51, no. 2 (2022): 18-23.